# Louis von Freyhold

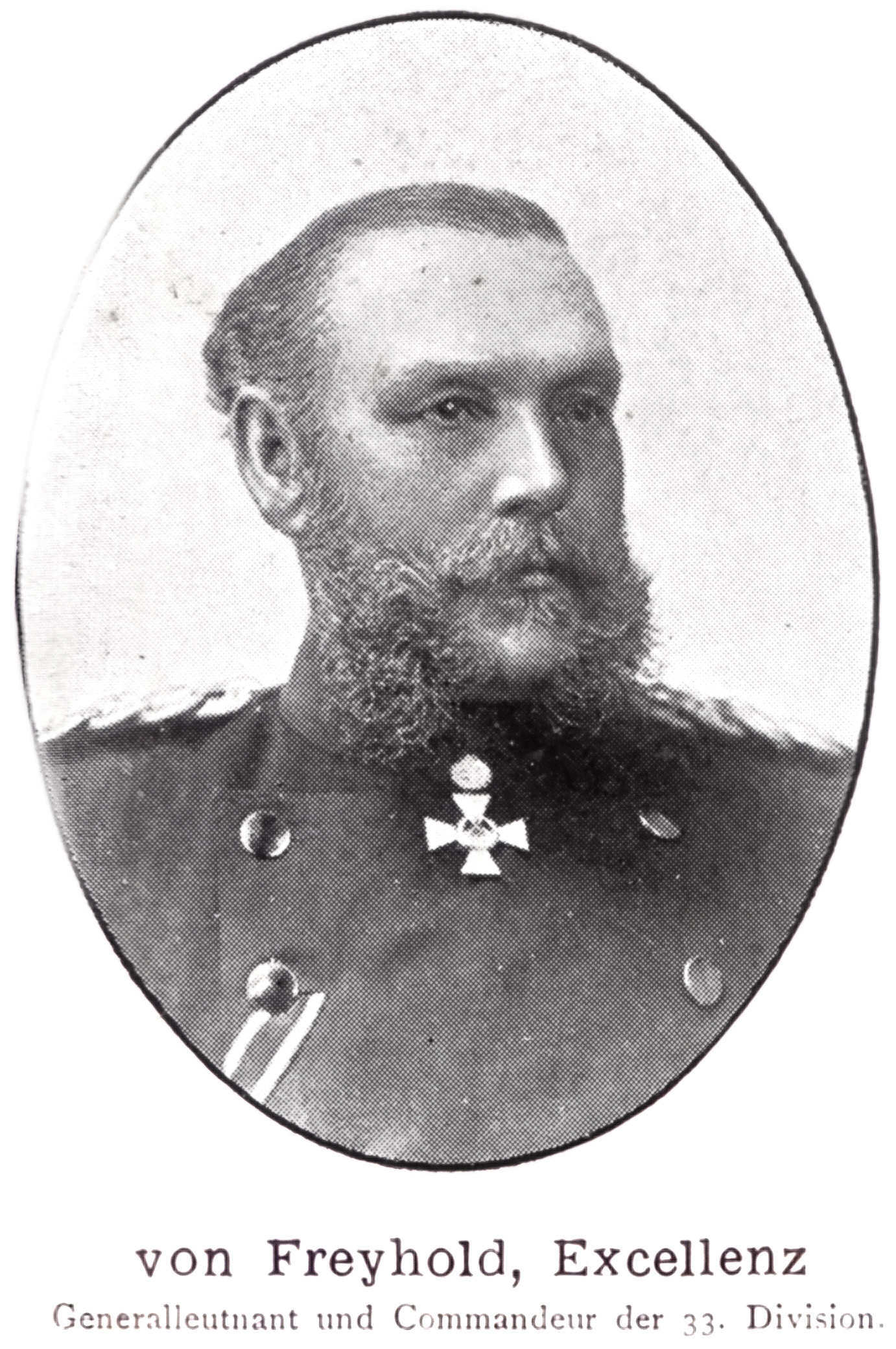
Louis von Freyhold

Louis August Albert von Freyhold (* 3. Juni 1844 in Düsseldorf; † 25. April 1923 in Baden-Baden) war ein preußischer General der Infanterie.

## Leben

### Herkunft
Louis war ein Sohn des gleichnamigen Louis von Freyhold (1811–1866) und dessen Ehefrau Adelheid, geborene du Trossel (1815–1879). Sein Vater war als Oberst und Kommandeur des 1. Thüringischen Infanterie-Regiments während des Krieges gegen Österreich in Böhmen gefallen.

### Militärkarriere
Freyhold erhielt seine Erziehung im elterlichen Hause, auf dem Gymnasium in Minden sowie in den Kadettenhäusern in Bensberg und Berlin. Am 24. Mai 1861 wurde er als Sekondeleutnant dem Westfälischen Füsilier-Regiment Nr. 37 der Preußischen Armee in der Festung Mainz überwiesen, war von Mitte August 1864 bis Mitte April 1868 Adjutant des III. Bataillons und während des Deutschen Krieges 1866 in gleicher Funktion beim Ersatz-Bataillon. Anschließend wurde er als Erzieher zum Berliner Kadettenhaus kommandiert und zwei Monate später unter Beförderung zum Premierleutnant in das Kadettenkorps versetzt. Für fünf Monate war Freyhold Adjutant des Berliner Kadettenhauses und wurde anschließend dem 2. Brandenburgischen Grenadier-Regiment Nr. 12 (Prinz Carl von Preußen) aggregiert. Mit diesem Verband nahm er während des Krieges gegen Frankreich an der Belagerung von Metz sowie  den Schlachten bei Beaune-la-Rolande, Orléans und Le Mans teil.
Ausgezeichnet mit dem Eisernen Kreuz II. Klasse erfolgte Mitte Januar 1871 seine Rückversetzung in das Kadettenkorps, dem er am 20. Mai 1871 à la suite gestellt wurde. Vom 1. Juni 1871 bis zum 11. März 1876 war Freyhold als Erzieher des Herzogs Georg Ludwig von Oldenburg kommandiert. Er avancierte Mitte Dezember 1871 zum Hauptmann und erhielt für seinen Dienst das Ehrenritterkreuz I. Klasse des Oldenburgischen Haus- und Verdienstordens des Herzogs Peter Friedrich Ludwig. Unter Entbindung von seinem Kommando trat er mit der Ernennung zum Kompaniechef im 1. Hanseatischen Infanterie-Regiment Nr. 75 in den Truppendienst zurück. Am 10. April 1880 wurde er als Adjutant zum Generalkommando des XI. Armee-Korps nach Kassel kommandiert und zum 1. April 1881 unter Belassung in seinem Kommando erneut in das Westfälische Füsilier-Regiment Nr. 37 versetzt. Freyhold rückte Mitte September 1881 zum überzähligen Major auf und wurde zwei Jahre später unter weiterer Belassung in seinem Kommando in das Grenadier-Regiment „König Friedrich Wilhelm IV.“ (1. Pommersches) Nr. 2 versetzt. Daran schloss sich vom 14. März 1885 bis zum 9. August 1888 eine Verwendung als Kommandeur des II. Bataillons im 5. Badischen Infanterie-Regiment Nr. 113 in Freiburg im Breisgau an. Anschließend wurde Freyhold Oberstleutnant und etatmäßiger Stabsoffizier im 3. Badischen Infanterie-Regiment Nr. 111 in Rastatt. Unter Stellung à la suite beauftragte man ihn am 20. September 1890 mit der Führung des Infanterie-Regiments Nr. 145 und ernannte ihn mit der Beförderung zum Oberst am 18. November 1890 zum Regimentskommandeur. Am 19. September 1891 wurde Freyhold in das Kadettenkorps versetzt und Kommandeur der Hauptkadettenanstalt. Unter Beförderung zum Generalmajor war er ab dem 14. Mai 1894 Kommandeur des Kadettenkorps und übernahm am 27. Januar 1898 als Generalleutnant die 33. Division in Metz. In dieser Stellung erhielt er im Mai 1899 den Stern zum Roten Adlerorden II. Klasse mit Eichenlaub und wurde am 2. Mai 1901 in Genehmigung seines Abschiedsgesuches mit Pension zur Disposition gestellt.
Nach seiner Verabschiedung verlieh ihm Kaiser Wilhelm II. den Kronen-Orden I. Klasse und am 9. September 1908 den Charakter als General der Infanterie.